# Штиндт, Хермине
Хермине Штиндт (нем. Hermine Stindt; 3 января 1888, Бремерхафен, Бремен — 19 февраля 1974, Ганновер) — немецкая пловчиха, призёр летних Олимпийских игр 1912 года.
На соревнованиях по плаванию на Летних Олимпийских играх в Стокгольме Штиндт в команде с Луизой Отто, Валли Дрессель и Грете Розенберг завоевала серебряную медаль в эстафете 4×100 метров (англ) с результатом 6 мин 4,6 с.